# Stamora Română

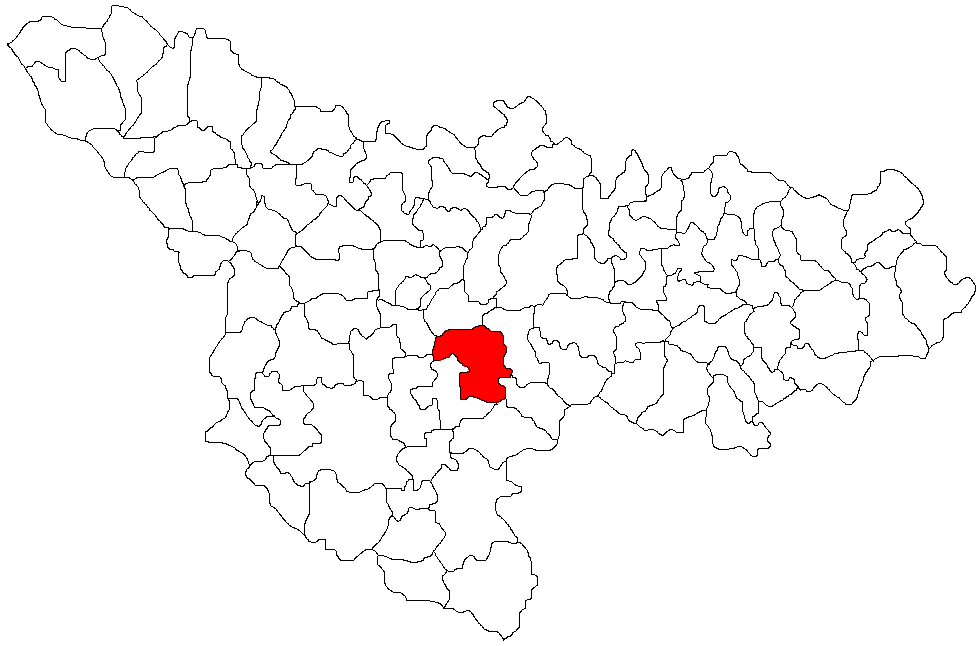
Lage der Gemeinde Sacoșu Turcesc im Kreis Timiș

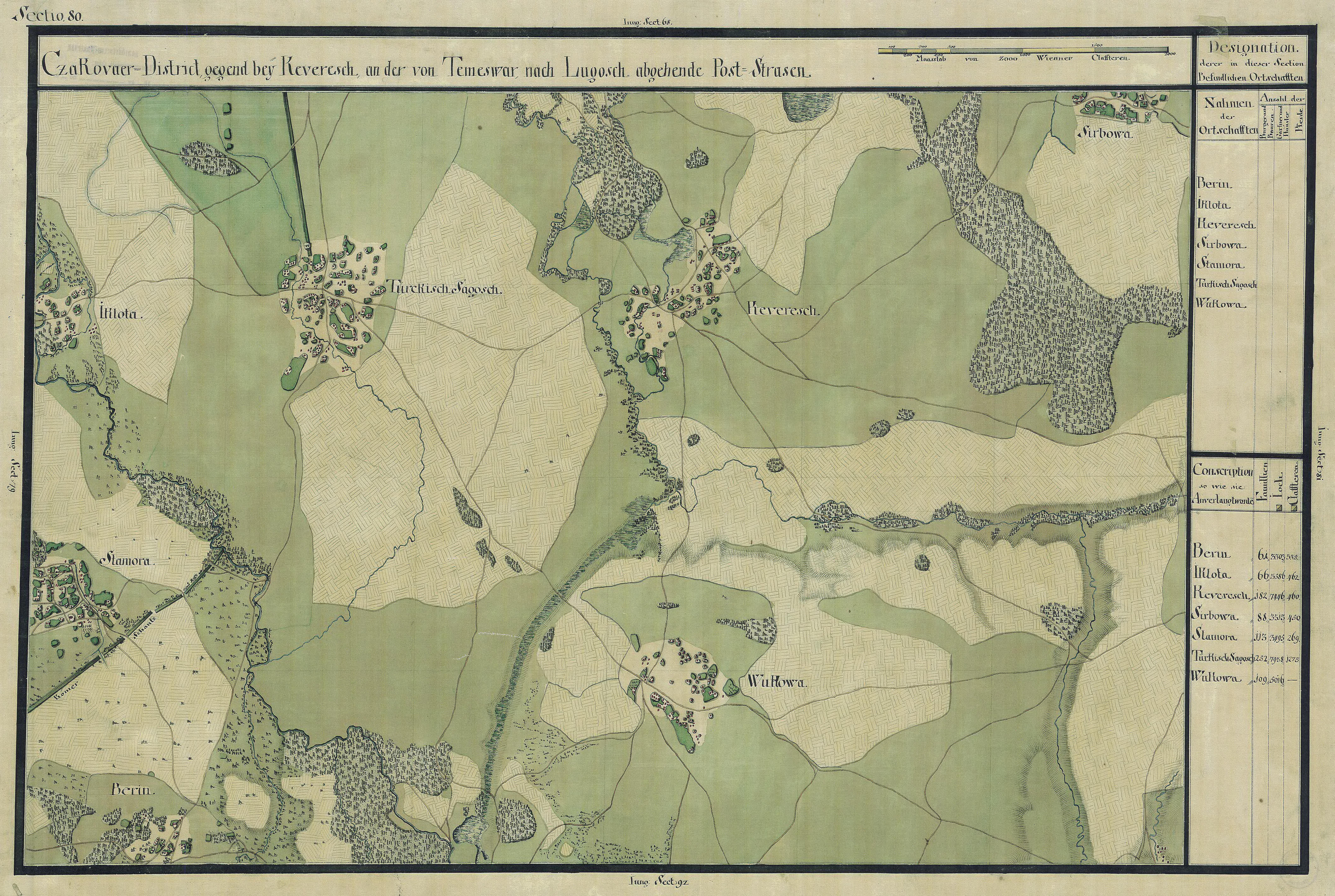
Stamora Română auf der Josephinischen Landaufnahme

Stamora Română ist ein Dorf im Kreis Timiș, in der Region Banat, im Südwesten Rumäniens. Stamora Română gehört zur Gemeinde Sacoșu Turcesc.
Stamora Română hatte 2011 324 Einwohner. Um 1900 hatte der Ort mehr als 1000 Einwohner.

## Geografische Lage
Das Dorf liegt 20 km südöstlich von Timișoara und knapp 10 km südlich der Temesch.

## Nachbarorte
| Urseni   | Icloda                                      | Sacoșu Turcesc |
| Pădureni | Kompassrose, die auf Nachbargemeinden zeigt | Otvești        |
| Liebling | Cerna                                       | Berini         |

## Geschichte
Eine erste urkundliche Erwähnung der Ortschaft „Stamur“ stammt aus dem Jahr 1407.
Im Laufe der Jahrhunderte traten verschiedene Schreibweisen des Ortsnamens in Erscheinung:
1407–1411 Stamur,
1717 Stamor,
1808 Sztámora, Stamora, 1828 Oláh Sztamora, Walach Stamora,
1839 Oláh-Sztámora,
1851 Oláh-Sztamora,
1858 Oláh-Stamora,
1863 Oláh-Stamora Román-Stamora,
1873, 1877 Sztámora Román-Sztámora,
1882 Sztamora, Stamora,
1891 Román-Sztamora,
1893 Sztamora Román-Sztamora,
1900 Románsztamora,
1909 Stamora-română, Románsztamora,
1913 Felsősztamora,
1921 Stamora română, Felsősztamora,
1925, 1932 Stamora-Română,
1956 Stamora Romînă.
Bis 1526 gehörte die Siedlung zum Königreich Ungarn und während der osmanischen Herrschaft (1526–1718) zum Vilâyet Temeşvar. Auf der Josephinischen Landaufnahme von 1717 ist Stamor eingetragen. Von 1718 bis 1778 war die Ortschaft Teil der Habsburger Krondomäne Temescher Banat. Infolge des Österreichisch-Ungarischen Ausgleichs (1867) wurde das Banat dem Königreich Ungarn innerhalb der Doppelmonarchie Österreich-Ungarn angegliedert. Die amtliche Ortsbezeichnung war Román-Sztámora.
Der Vertrag von Trianon am 4. Juni 1920 hatte die Dreiteilung des Banats zur Folge, wodurch Stamora-Română an das Königreich Rumänien fiel.

## Bevölkerungsentwicklung
| 1880 | 867  | 818  | 16 | 33 | - |
| 1910 | 1103 | 1011 | 41 | 50 | 1 |
| 1930 | 898  | 852  | 6  | 39 | 1 |
| 1977 | 620  | 610  | -  | 9  | 1 |
| 2002 | 330  | 325  | -  | ?  | ? |